# Cowboys & Aliens (film)
Cowboys & Aliens è un film del 2011 diretto da Jon Favreau con Harrison Ford e Daniel Craig e basato sull'omonimo romanzo grafico di Scott Mitchell Rosenberg.
È una storia che mescola un'ambientazione western ad elementi fantascientifici (fantawestern).

## Trama
1873, Arizona. Uno straniero, che non ha alcuna memoria del suo passato, si sveglia nel mezzo del deserto; l'unico indizio sulla sua vita è un misterioso bracciale metallico al suo polso sinistro e una ferita al fianco. Mentre sta cercando di togliersi il bracciale, sopraggiungono tre cacciatori di taglie che tentano di catturarlo e di riscuotere la ricompensa. Dopo una colluttazione in cui uccide i tre, lo straniero si appropria di indumenti, pistole e un cavallo dei malfattori. Girovagando per la prateria, arriva nella città di Absolution. L'uomo entra nel primo edificio vuoto che vede, una piccola chiesetta di legno, cercando di lavarsi e curarsi; in quel momento arriva il pastore della comunità, il quale, dopo avergli puntato un'arma addosso, gli presta le prime cure.
Dopo essere stato medicato, lo straniero inizia a girovagare per il paese e incontra un giovane ubriaco che non fa altro che sparare, ma nessuno cerca di fermarlo, trattandosi di Percy Dolarhyde, il figlio del colonnello Woodrow Dolarhyde, il quale controlla la vita della cittadina con pugno di ferro.
Il giovane viene messo KO dallo straniero ma, quando si riprende, inizia nuovamente a sparare all'impazzata e colpisce inavvertitamente il vice-sceriffo. A questo punto lo sceriffo è costretto ad arrestarlo e portarlo in prigione. Mentre lo straniero è in un saloon, le autorità locali lo riconoscono come Jake Lonergan, un bandito ricercato per furto a una diligenza.
Dopo una violentissima colluttazione fra lui e gli uomini che lo attaccano, viene arrestato e messo nella cella accanto a quella di Percy. Quando sopraggiunge la notte, lo sceriffo carica su una diligenza Jake e Percy, per portarli dal giudice federale. Nel frattempo giunge in città anche il colonnello Woodrow, intenzionato a liberare il proprio figlio. Improvvisamente la città viene attaccata dal cielo da entità sconosciute, che rapiscono vari cittadini del paese. Jake Lonergan, grazie al bracciale, che si rivela un'arma al plasma, riesce ad abbattere uno degli UFO, che precipita sul terreno. Ma chi pilotava il veicolo riesce a sparire. Allora Jake, Woodrow e altri volontari incominciano a seguire le tracce della creatura, che credono essere un demonio, nella speranza che li conduca dalla gente rapita.
Durante il viaggio si fermano a riposare in un battello a vapore rovesciato nella prateria distante centinaia di miglia dal più vicino fiume navigabile, dove incontrano, durante la notte, il misterioso essere (un mostro umanoide) che uccide il pastore, scappando nuovamente. Il giorno dopo, alcuni dei volontari tornano in paese per la paura. Dopo aver viaggiato ancora un po' incontrano la vecchia banda di Jake; il capobanda attuale dice a Jake che li aveva abbandonati per una donna sottraendo l'oro che avevano rubato dopo l'assalto alla diligenza. Jake dopo un po' di tempo uccide il capobanda che, offeso dopo un litigio, gli stava puntando un'arma carica. Egli, assieme al gruppo, viene seguito dalla banda di criminali che non lo vede di buon occhio, forse per l'uccisione del capo. Durante la corsa a cavallo per allontanarsi dal covo dei fuorilegge, Jake e gli altri vengono attaccati da una piccola flotta di 4 navicelle aliene, e molte persone vengono rapite durante lo scontro. Jake riesce a distruggere due navicelle, una nel tentativo di salvare Ella, una donna misteriosa che è attratta da lui e dal suo bracciale. Jake salva Ella ma, alcuni minuti dopo, Ella, viene ferita gravemente dal pilota alieno che viene per questo ucciso immediatamente da Jake, e la donna muore mentre è in braccio al pistolero che sta camminando in cerca degli amici. Egli, Woodrow e il suo figlio adottivo Nat vengono poi presi dai pellirosse Chiricahua che abitano nella zona, e che bruciano il corpo senza vita di Ella.
Durante il rogo accade un fatto sovrannaturale: Ella rinasce dalle fiamme. Si intuisce quindi che Ella non è una terrestre, raccontando poi di provenire da un altro pianeta sterminato da questi invasori alieni. Inoltre dice, anche parlando perfettamente la lingua degli indiani pellirosse, che gli alieni cercano l'oro, materiale rarissimo anche nel loro mondo, e dice che l'unica speranza è Jake: solo lui sa dov'è il covo degli alieni. Grazie a una strana droga gli indiani riescono a far tornare la memoria a Jake, che immediatamente ricorda di essere stato rapito insieme alla sua compagna, e di essere stato studiato dagli alieni. Ricorda anche di essere sopravvissuto all'alieno addetto alla "carbonizzazione", che ha anche carbonizzato la sua partner, sfigurandolo con un bisturi laser. A quel punto i Chiricahua, e gli altri si alleano per sconfiggere gli invasori. Jake riesce a ritrovare e convincere ad allearsi per un ultimo grande attacco anche la propria ex banda, e porta quindi i suoi nuovi alleati vicino al covo alieno. Questi si uniscono così a tutto il gruppo che aspetta sotto la postazione extraterrestre, dopodiché, con Ella, riesce ad entrare nella base nemica, mentre gli altri rimangono all'esterno, in più posizioni differenti, a combattere contro un cospicuo numero di alieni attirati fuori dal covo con un'esplosione di dinamite posizionata all'imboccatura dell'ingresso per i velivoli alieni che si trova in alto.
Jake ed Ella riescono a liberare tutta la gente rapita. Il piano di Ella è arrivare al nucleo del covo per distruggerlo, però le serve il bracciale, che Jake le dà. Ella, consapevole che per distruggere il nucleo dovrà farsi saltare in aria insieme al bracciale, che può esplodere come una bomba, dice addio ad uno stupito Jake, e si dirige verso il nucleo, attraverso un condotto che si chiude al passaggio della protagonista, impedendogli di seguirla. Jake allora, inseguito da uno dei mostri, tenta di lottare per ritornare dai suoi alleati all'esterno che stanno sconfiggendo la maggior parte degli alieni usciti dalla base, ma durante il tragitto nella struttura viene afferrato proprio dall'alieno che aveva sfregiato, addetto alla carbonizzazione, lo stesso che giorni prima lo stava per carbonizzare. L'alieno intende vendicarsi di Jake per averlo sfigurato, lo rimette nella piattaforma dove carbonizzava le cavie ma, grazie all'intervento di Woodrow, Jake si salva ed insieme uccidono l'alieno. Woodrow e Jake riescono a scappare ed Ella, sacrificandosi, riesce a distruggere il covo che, partito dalla superficie rocciosa, si rivela essere un lunghissimo mezzo di trasporto dalla vaga forma di razzo, che era penetrato verticalmente nel terreno del nostro pianeta.
I superstiti tornano in paese con un po' di oro estratto dagli alieni e la conoscenza dell'ubicazione della miniera sotterranea ancora da sfruttare; l'intenzione è di usare l'oro per migliorare progressivamente la città di Absolution. Jake, dopo aver fatto visita alla propria casa dove lui e la compagna sono stati rapiti dagli esseri nemici, saluta Woodrow e lo sceriffo in paese e parte verso una meta sconosciuta.

## Produzione
Il film inizialmente doveva essere su Tex Willer ma la Bonelli Editore ha declinato l'offerta.
Scott Mitchell Rosenberg, fondatore di Malibu Comics, concepì l'idea di Cowboys & Aliens come un ashcan nel 1997, vedendone di conseguenza il potenziale per un adattamento cinematografico. Nel maggio 1997, si concluse una guerra di offerte per i diritti cinematografici del romanzo a fumetti che vide coinvolte Walt Disney Pictures e 20th Century Fox da una parte e Universal Pictures e DreamWorks dall'altra, con questi ultimi due studi vincitori. Rosenberg fondò i Platinum Studios per aiutare a produrre il film, e Steve Oedekerk fu incaricato lo stesso mese di scrivere e dirigere la trasposizione per uno stipendio stimato di 3,5 milioni di dollari. Oedekerk aveva previsto di iniziare la scrittura della sceneggiatura al termine di La famiglia del professore matto, ma infine uscì dal progetto in favore del rifacimento di The Incredible Mr. Limpet, per la Warner Bros., con Jim Carrey.
Una riscrittura fu completata da Chris Hauty entro l'ottobre 2001, ma a quel punto l'opzione esercitata da Universal e DreamWorks era spirata, così che Rosenberg posizionò il film a Sony Pictures Entertainment e Escape Artists nel giugno successivo.
Nel frattempo, Thomas Evans si dedicò a un ulteriore rimaneggiamento, rivisto poi nel gennaio 2005 da Josh Oppenheimer e Thomas Donnelly su direttiva di Platinum Studios e Columbia Pictures, sussidiaria della Sony. Con Coyboys & Indians in development hell, Rosenberg ne approfittò per pubblicare il titolo in formato romanzo grafico nel dicembre 2006.

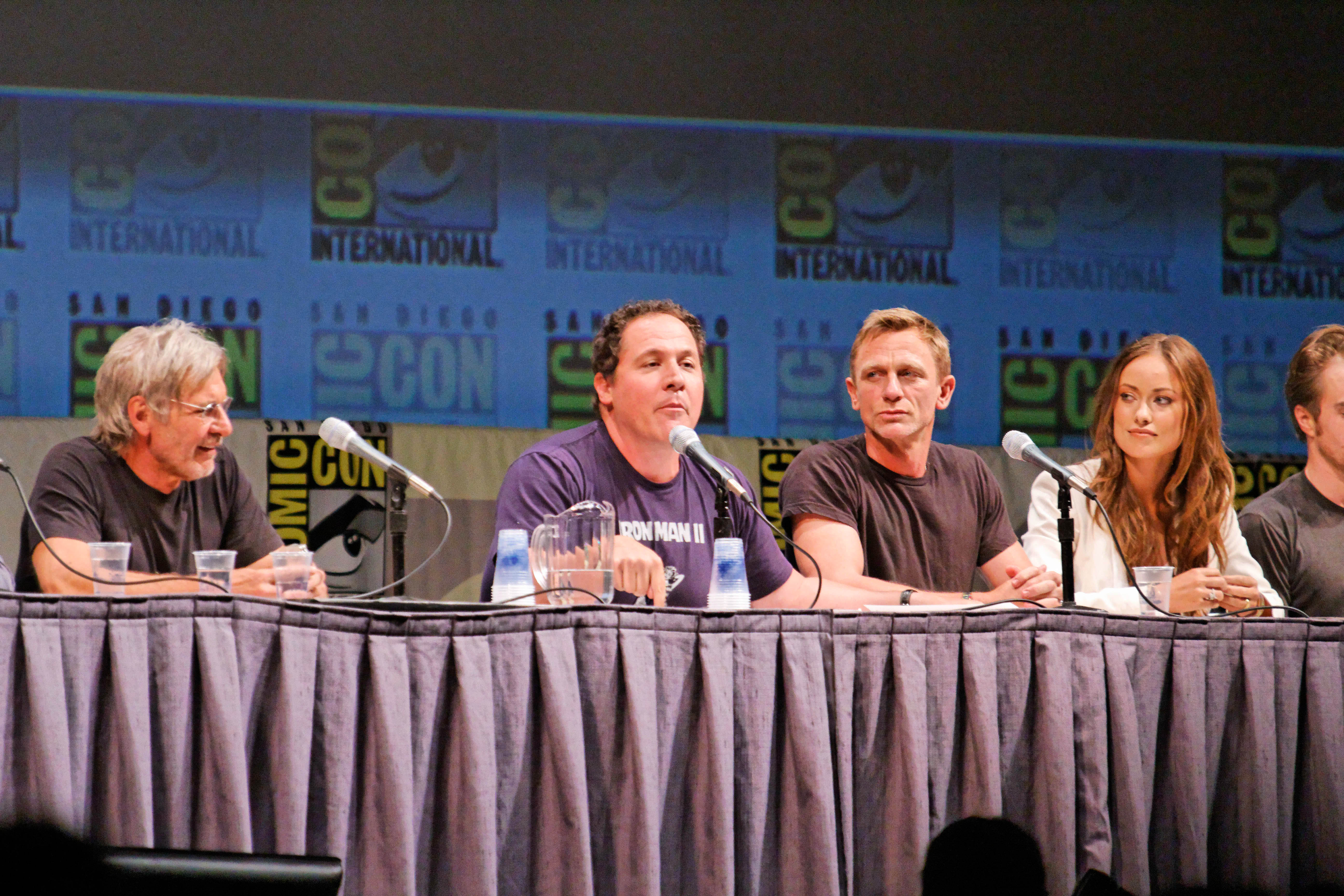
Il cast alla presentazione del film al San Diego Comic-Con International 2010

Nel giugno 2007 fu annunciato il ritorno del film in mano a DreamWorks e Universal, con la collaborazione esclusiva di Ron Howard e Imagine Entertainment. Fu richiesta una nuova sceneggiatura, di cui si occuparono dapprima Mark Fergus e Hawk Ostby, e in seguito Alex Kurtzman, Roberto Orci e Damon Lindelof.
Robert Downey Jr. era originariamente indicato come maggiore interprete, ma fu sostituito da Daniel Craig nel gennaio 2010 dopo essere uscito dal film in favore di Sherlock Holmes - Gioco di ombre. Downey espresse interesse nell'avere Jon Favreau alla regia pochi mesi prima.

### Lavorazione
Cowboys & Aliens è stato girato perlopiù presso gli Albuquerque Studios, nel Nuovo Messico. Scott Chambliss fu incaricato come disegnatore di produzione basandosi sul suo lavoro nello Star Trek prodotto da Orci e Kurtzman. Gli effetti visivi sono stati realizzati da Industrial Light & Magic, rappresentati da Roger Guyett come supervisore del campo visivo. Nonostante l'impegno di mezzi, la pellicola non ha avuto un successo commerciale sufficiente a ripagare le spese.

## Distribuzione
Il primo trailer è stato pubblicato in rete il 17 novembre 2010. Il film è uscito il 29 luglio 2011 nelle sale cinematografiche statunitensi mentre in Italia è uscito il 14 ottobre 2011.